# Биометрический замок
Биометрический замок — электронный замок, в основе работы которого лежит биометрическая аутентификация, то есть подтверждение прав доступа по биометрическим параметрам, например отпечаткам пальцев.
Наиболее распространены биометрические замки в странах, активно внедряющих новые технологии, прежде всего в Южной Корее. Среди лидирующих производителей дактилоскопических замков — южнокорейские Samsung и iRevo (бренд Gateman), которую в 2007 году купила финская Assa Abloy.

## Биометрические параметры
Биометрических параметров, которые можно использовать для аутентификации, достаточно много, но наиболее распространены:
- отпечатки пальцев,
- радужная оболочка глаза,
- сетчатка глаза, то есть расположение кровеносных сосудов на его задней стороне,
- рисунок вен на передней части глаза,
- голос.

Самый распространенный способ аутентификации — по отпечаткам пальцев, на их распознавании основана работа большинства биометрических замков.

## Механизм аутентификации
Концептуальная особенность механизма работы биометрического замка в том, что в него по умолчанию заложена небольшая вероятность ошибки.
Кодовый замок сопоставляет введенный пользователем код с сохраненным в его памяти и открывает дверь при совпадении этих двух (обычно небольших) последовательностей символов, либо остается закрытым при несовпадении. Примерно так же работает обычный замок с ключом, где используется сравнительно несложная комбинация положений цилиндров или дисков.
В отличие от них биометрический замок анализирует сложные структуры, на которые к тому же могут накладывать помехи (например ссадины). Поэтому биометрический замок в редких случаях может не принять корректный ключ (не открыться при предъявлении правильного отпечатка) или принять некорректный (открыться при предъявлении постороннего отпечатка).
Для оценки качества анализа в биометрическом замке используются специальные параметры:
- FRR (False Rejection Rate) показывает вероятность того, что замок не откроется при предъявлении нужного ключа, то есть перед самим владельцем,
- FAR (False Acceptence Rate) показывает, насколько высока вероятность того, что замок откроется при предъявлении постороннего ключа.

Вероятность ошибки обычно составляет доли процента, к тому же FRR как правило выше FAR, то есть биометрический замок в случае сомнений предпочтет не открыться перед владельцем, чем впустить посторонних. Что делает биометрические замки достаточно надежными. Вероятность ошибки у популярных замков Samsung — FRR 0,01 % и FAR 0,001 %. Повышение строгости замка снижает FAR и одновременно повышает FRR, поскольку действующий по более жестким правилам замок чаще отказывает даже владельцу. Например, FAR замков Gateman — 0,0000014 %, а FRR — 2,1 %.